# Junkie XL
湯姆·霍肯伯格（荷蘭語：Tom Holkenborg，1967年12月8日—）或稱作Junkie XL和JXL，是一位荷蘭音樂家、多重器樂演奏家、作曲家與音樂製作人。「Junkie」代表著「吸毒者」，他對「Junkie XL」一名解釋，當自己過度勞累時就永不會到達那種地步，而「XL」則代表著「擴大視野」。他時常與漢斯·季默合作。

## 作品列表

### 電影
- 2011：《功夫熊貓2》-其他音樂
- 2012：《馬達加斯加3：歐洲大圍捕》-作曲，更多音樂
- 2012：《黑暗騎士：黎明昇起》-作曲，更多音樂
- 2013：《超人：鋼鐵英雄》-作曲，更多音樂
- 2013：《決勝機密》-作曲
- 2014：《300壯士：帝國崛起》-作曲
- 2014：《蜘蛛人驚奇再起2：電光之戰》-作曲（與漢斯·季默合作）
- 2014：《分歧者》-作曲
- 2015：《一夜狂奔》-作曲
- 2015：《瘋狂麥斯：憤怒道》-作曲[1]
- 2015：《星光殺機》-作曲
- 2015：《黑勢力》-作曲[2]
- 2016：《飆風特攻》-作曲
- 2016：《惡棍英雄：死侍》-作曲[3]
- 2016：《蝙蝠俠對超人：正義曙光》-作曲（與漢斯·季默合作）[4]
- 2016：《走過煉獄的女人》-作曲
- 2016：《幽靈空間》-作曲
- 2017：《黑塔》-作曲
- 2018：《古墓奇兵》-作曲
- 2019：《艾莉塔：戰鬥天使》-作曲
- 2019：《未來戰士：黑暗命運》-作曲
- 2020：《音速小子》-作曲
- 2020：《狗狗史酷比！》-作曲
- 2021：《查克·史奈德之正義聯盟》-作曲
- 2021：《哥吉拉大戰金剛》-作曲
- 2021：《活屍大軍》-作曲
- 2022：《355：諜影特攻》-作曲
- 2022：《音速小子2》-作曲
- 2023：《芙莉歐莎》-作曲
- TBA：《三千年的思念》-作曲

### 電子遊戲
- 2007：《極速快感：職業街頭》-作曲
- 2009：《模擬市民3》-作曲
- 2010：《靚影特務》-原始混音
- 2010：《模擬市民3：夜店人生》-原創音樂
- 2011：《暗黑孢子》-作曲
- 2015：《勁爆美式足球16》-作曲
- 2017：《FIFA 18》-作曲

## 外部連結
- 官方网站
- Junkie XL在互联网电影资料库（IMDb）上的資料（英文）
- Junkie XL on Discogs （页面存档备份，存于）